# Panulirus pascuensis
Panulirus pascuensis là một loài tôm rồng được tìm thấy xung quanh đảo Phục Sinh và quần đảo Pitcairn ở Thái Bình Dương. Loài được biết đến trong tiếng Anh là Easter Island Spin Lobster (tôm rồng Đảo Phục Sinh). Loài tôm này được đánh bắt trên một quy mô nhỏ cho tiêu thụ địa phương.
Tôm trưởng thành phát triển với tổng chiều dài 15–25 cm, mai dài 6–10 cm. Các tấm râu có thể nhìn thấy ở phía trước của mai và có hai gai lớn. Cặp râu đầu tiên chia hai ngã và cặp thứ hai là dài, dày và có gai. 